# ISO 3166-2:LR
ISO 3166-2:LR is een ISO-standaard met betrekking tot de zogenaamde geocodes. Het is een subset van de ISO 3166-2 tabel, die specifiek betrekking heeft op Liberia. 
De gegevens werden tot op 26 november 2018 geüpdatet op het ISO Online Browsing Platform (OBP). Hier worden 15 county’s - county (en) / comté (fr) – gedefinieerd.
Volgens de eerste set, ISO 3166-1, staat LR voor Liberia, het tweede gedeelte is een tweeletterige code.

## Codes
| Code  | Naam             |
| ----- | ---------------- |
| LR-BM | Bomi             |
| LR-BG | Bong             |
| LR-GP | Gbarpolu         |
| LR-GB | Grand Bassa      |
| LR-CM | Grand Cape Mount |
| LR-GG | Grand Gedeh      |
| LR-GK | Grand Kru        |
| LR-LO | Lofa             |
| LR-MG | Margibi          |
| LR-MY | Maryland         |
| LR-MO | Montserrado      |
| LR-NI | Nimba            |
| LR-RI | River Cess       |
| LR-RG | River Gee        |
| LR-SI | Sinoe            |